# Sarah Beaudry
Sarah Beaudry (* 19. März 1994 in Prince George, British Columbia) ist eine kanadische Biathletin.

## Karriere

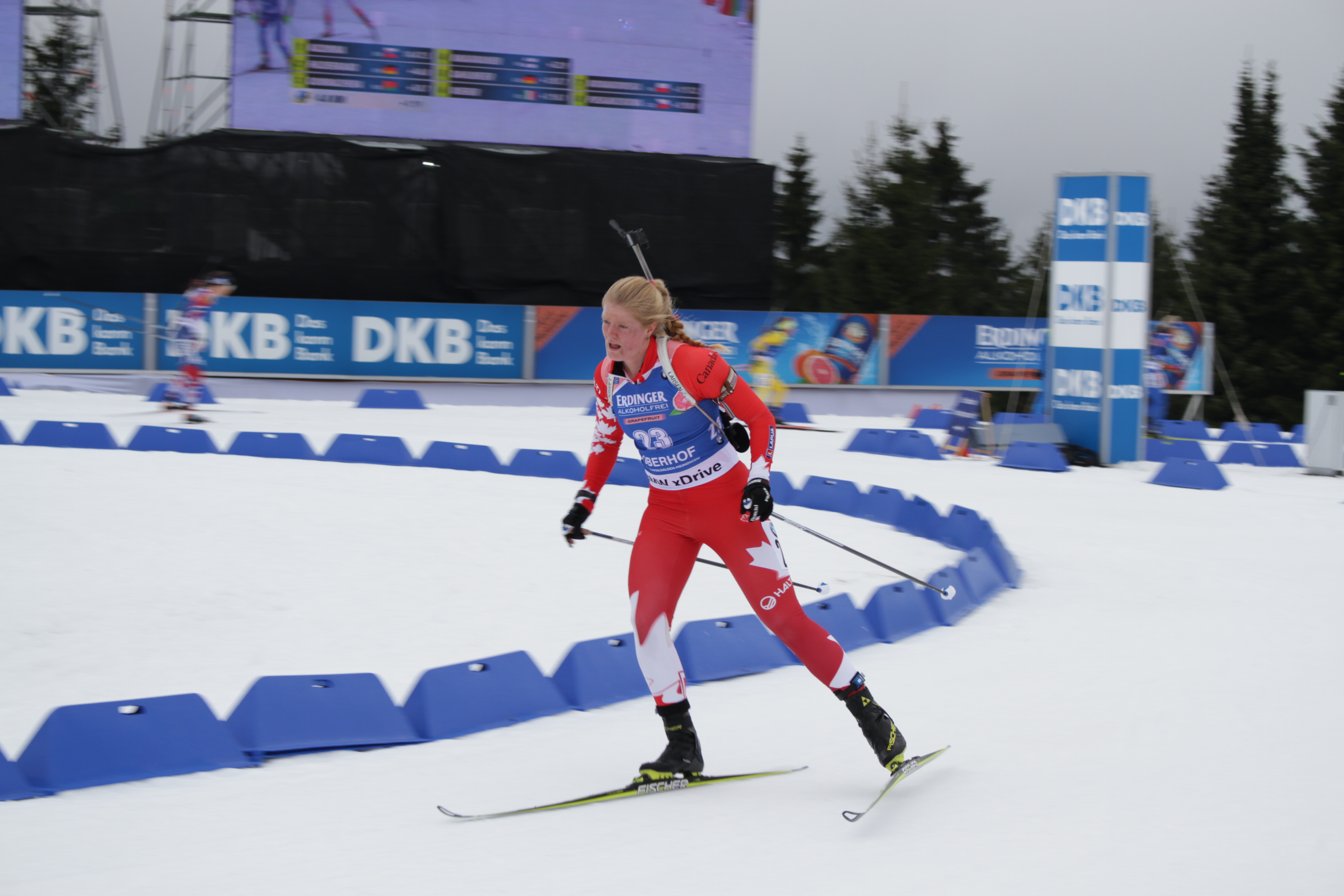
2018 in Oberhof

Sarah Beaudry lebt in Prince George und startet für den Caledonia Nordic Ski Club, wo sie von Rob Swan und Richard Boruta trainiert wird. Sie gab ihr internationales Debüt im Rahmen der Biathlon-Juniorenweltmeisterschaften 2011 in Nové Město na Moravě, wo sie als beste Ergebnisse die Ränge 33 im Einzel und acht mit der kanadischen Staffel erreichte. Ein Jahr später in Kontiolahti waren diese Resultate schon die schlechtesten für die Kanadierin, im Sprint wurde sie 26., im Verfolger 20. Zuvor gewann sie schon bei den Nordamerikanischen Meisterschaften im Sommerbiathlon 2012 in Canmore hinter Rosanna Crawford mit Silber im Verfolgungsrennen ihre erste internationale Medaille. Bei den Biathlon-Juniorenweltmeisterschaften 2013 in Obertilliach verpasste Beaudry im Einzel noch knapp eine Medaille, 2014 in Presque Isle gewann sie nach einem 29. Rang i Sprint dank einer fast fehlerfreien Schießleistung im Verfolgungsrennen mit Bronze hinter Galina Wischnewskaja und Luise Kummer die Bronzemedaille. Im Einzel wurde sie zudem Sechste.
Beaudry debütierte 2014 in Ridnaun im IBU-Cup und gewann als 29. eines Einzels sogleich Punkte. Besser konnte sie sich bisher in der Rennserie nicht platzieren. In Hochfilzen bestritt sie in der nächsten Saison ihre ersten Rennen im Biathlon-Weltcup. Mit Megan Heinicke, Rosanna Crawford und Audrey Vaillancourt verpasste sie als Elftplatzierte knapp die Top Ten, im Sprint verpasste sie als 63. knapp das Verfolgungsrennen der besten 60.

## Statistiken

### Weltcupplatzierungen
Die Tabelle zeigt alle Platzierungen (je nach Austragungsjahr einschließlich Olympische Spiele und Weltmeisterschaften).
- 1.–3. Platz: Anzahl der Podiumsplatzierungen
- Top 10: Anzahl der Platzierungen unter den ersten zehn (einschließlich Podium)
- Punkteränge: Anzahl der Platzierungen innerhalb der Punkteränge (einschließlich Podium und Top 10)
- Starts: Anzahl gelaufener Rennen in der jeweiligen Disziplin
- Staffel: inklusive Mixed- und Single-Mixed-Staffeln

| Platzierung              | Einzel | Sprint | Verfolgung | Massenstart | Staffel | Gesamt |
| ------------------------ | ------ | ------ | ---------- | ----------- | ------- | ------ |
| 1. Platz                 |        |        |            |             |         |        |
| 2. Platz                 |        |        |            |             |         |        |
| 3. Platz                 |        |        |            |             |         |        |
| Top 10                   |        |        |            |             | 5       | 5      |
| Punkteränge              | 2      | 6      | 2          |             | 27      | 37     |
| Starts                   | 11     | 38     | 11         |             | 27      | 87     |
| Stand: 31. Dezember 2021 |        |        |            |             |         |        |

### Olympische Winterspiele
Ergebnisse bei Olympischen Winterspielen:
|                                             | Einzelwettbewerbe | Einzelwettbewerbe | Einzelwettbewerbe | Einzelwettbewerbe | Staffelwettbewerbe | Staffelwettbewerbe |
| Sprint                                      | Verfolgung        | Einzel            | Massenstart       | Damenstaffel      | Mixedstaffel       |                    |
| ------------------------------------------- | ----------------- | ----------------- | ----------------- | ----------------- | ------------------ | ------------------ |
| Olympische Winterspiele 2018 \| Pyeongchang | –                 | –                 | 29.               | –                 | 10.                | –                  |
| Olympische Winterspiele 2022 \| Peking      | 80.               | –                 | 80.               | –                 | 10.                | 14.                |